# Hussam Abu Safiya
Hussam Idris Abu Safiya (geboren in een vluchtelingenkamp in Jabalia, 21 november 1973) is een Palestijns arts. 
Hij is internationaal vooral bekend geworden doordat hij tijdens de in oktober 2023 begonnen oorlog van Israël tegen Hamas een tijdlang vanuit het ziekenhuis waar hij werkzaam was verslag over de gebeurtenissen uitbracht, tot aan zijn arrestatie in december 2024. In de maanden daarna zat hij in diverse Israëlische gevangenissen. Zijn precieze lot is onduidelijk, al zijn er meerdere berichten over zijn toestand vrijgegeven.
In februari 2024 werd hij directeur van het in 2016 geopende "militaire" Kamal Adwan-ziekenhuis in het noorden van de Gazastrook. Tijdens de in oktober 2023 begonnen oorlog in de Gazastrook, bij invallen, bombardementen en een gedwongen evacuatie van het ziekenhuis werd Abu Safiya samen met 240 andere mensen door het Israëlische leger gearresteerd. Hij werd ervan verdacht lid van Hamas te zijn en vervolgens naar een gevangenis in Israël overgebracht.

## Vroege leven
Abu Safiya werd geboren in een vooraanstaande familie en woonde in het vluchtelingenkamp Jabalia in het gouvernement Noord-Gaza. Zijn familie kwam oorspronkelijk uit de Palestijnse stad Hamama, maar raakte ontheemd nadat de stad tijdens de Arabisch-Israëlische Oorlog van 1948 door Israël was bezet. Na zijn vooropleiding in Gaza verhuisde Abu Safiya naar Kazachstan, waar hij zijn studie geneeskunde afrondde en trouwde met de Kazachse vrouw Elbina. Na zijn afstuderen vestigde het echtpaar zich in 1996 in Jabalia.
Abu Safiya specialiseerde zich in kindergeneeskunde en neonatologie, behaalde een master en slaagde voor de Palestijnse examens. Hij ging als arts werken voor het ministerie van Volksgezondheid van Gaza en werd hoofd van de kinderafdeling van het Kamal Adwan-ziekenhuis in Beit Lahiya, een groot ziekenhuis in het noorden van Gaza. In februari 2024 werd hij directeur van het ziekenhuis.
Naast zijn werk in het Kamal Adwan-ziekenhuis was Abu Safiya hoofdarts van MedGlobal voor Gaza.

## Oorlog tussen Israël en Hamas en belegering van ziekenhuizen
Na het uitbreken van de Gaza-oorlog in oktober 2023 werd het Kamal Adwan-ziekenhuis verscheidene keren belegerd door het Israëlische leger (IDF). Vanwege de frequente bombardementen verhuisde Abu Safiya met zijn gezin naar het ziekenhuis. Ondanks een tekort aan voorraden en stroom wist hij de capaciteit van het ziekenhuis tijdens de oorlog uit te breiden van 120 naar 200 bedden. Het IDF beschuldigde het ziekenhuis ervan leden van Hamas te herbergen, en Abu Safiya werd minstens vier keer door soldaten ondervraagd.
Op 25 oktober 2024 werd Abu Safiya gearresteerd en korte tijd vastgehouden; op dezelfde dag werd zijn vijftienjarige zoon Ibrahim gedood bij een drone-aanval op de ingang van het ziekenhuis. Op 23 november raakte Abu Safiya gewond door een drone-aanval op de binnenplaats van het ziekenhuis, terwijl hij na een operatie zijn kantoor binnenliep. Hij liep zes granaatscherfwonden op aan zijn been. Al Jazeera omschreef de aanval als een directe poging tot liquidatie van Abu Safiya.
Het ziekenhuis werd in december 2023 en mei 2024 belegerd door het Israëlische leger en van oktober tot december 2024 bijna voortdurend gebombardeerd. Tussen november 2024 en zijn arrestatie de maand daarop documenteerde Abu Safiya het dagelijkse leven in het ziekenhuis op Instagram.
Abu Safiya en zijn gezin wezen het aanbod van de Israëlische strijdkrachten af om het Kamal Adwan-ziekenhuis te verlaten vóór de gedwongen evacuatie ervan.

## Evacuatie van het ziekenhuis en arrestatie
In december 2024 werd Abu Safiya geïnterviewd door internationale nieuwsorganisaties; op 23 december vertelde hij aan NBC News dat Israëlisch sluipschuttervuur en tankgranaten onder andere de kinderkamer en de kraamafdeling van het Kamal Adwan-ziekenhuis hadden beschadigd.
Op 27 december voerde het Israëlische leger een gedwongen evacuatie uit van het ziekenhuispersoneel en de patiënten. Op vrijgegeven beelden was te zien hoe Abu Safiya het ziekenhuis verlaat en naar een Israëlische tank loopt. Voor hij de tank instapt, schudt hij een soldaat de hand en verklaart dat er niemand meer in het ziekenhuis ligt. Het ministerie van Volksgezondheid van Gaza meldde dat Abu Safiya naar een detentiecentrum was gebracht om verhoord te worden. Het leger zei bij de inval circa twintig Palestijnen te hebben gedood – onder wie medisch personeel –  en 240 "terroristen" gevangen te hebben genomen. Het leger zou niet toestaan dat het ziekenhuis weer operationeel werd. Abu Safiya werd volgens berichten ernstig mishandeld met gummiknuppels, gedwongen gevangeniskleding aan te trekken en naar Israël weggevoerd op beschuldiging een Hamas-terrorist te zijn. Vrouwen in het ziekenhuis, onder wie de vrouw van Abu Safiya, werden geëvacueerd naar het Indonesische ziekenhuis, en het Kamal Adwan-ziekenhuis werd gesloten.
Op 2 januari 2025 verzocht Physicians for Human Rights-Israel (PHR-I) namens de familie van Abu Safiya om informatie over zijn verblijfplaats. Nadat het IDF aanvankelijk verklaarde dat er ‘geen aanwijzingen’ waren dat hij gearresteerd of vastgehouden zou zijn, bevestigde het op 3 januari dat hij werd verdacht van het 'bekleden van een rang’ binnen Hamas. Gedetineerden die in het Kamal Adwan-ziekenhuis met Abu Safiya hadden samengewerkt, ontkenden dat hij lid was van Hamas.
Hoewel de locatie van Abu Safiya niet werd meegedeeld, meldden zowel Front Line Defenders als Euro-Mediterranean Human Rights Monitor (Euro-Med Monitor) dat Palestijnse gevangenen hadden verklaard dat Abu Safiya, nadat hij aanvankelijk was ondervraagd en geslagen op een locatie in Al-Fakhura in Jabalia, naar het Sede Teiman-gevangenenkamp in de Negev was gebracht en dat zijn gezondheid sinds zijn gevangenschap aanzienlijk was verslechterd.  Euro-Med waarschuwde op 3 januari 2025 dat het leven van Abu Safiya in gevaar was, gezien de alarmerende berichten over marteling en mishandeling. Terwijl hij al voor de gevangenneming gewond was geraakt door een luchtaanval op het ziekenhuis, spraken getuigenissen over de achteruitgang van zijn gezondheid door ernstige marteling, in het bijzonder in Sede Teiman. Euro-Med schreef dat pro-Israëlische media een misleidende video van het leger verspreidden, die suggereerde dat Abu Safiya humaan werd behandeld.
Pas op 5 januari 2025 meldde Israël aan PHR-I de gevangenneming van Abu Safiya, maar zonder te vermelden waar hij zich bevond. Het IDF had op 3 januari beweerd dat er geen indicatie was dat Abu Safiya gedetineerd was, maar kwam er twee dagen later op terug en zei dat het een "menselijke vergissing" was, en dat Abu Safiya in detentie zat bij Shin Bet. Volgens informatie van Al Mezan werd hij op 8 of 9 januari van Sede Teiman naar de Shikma-gevangenis overgebracht, om op 9 januari te worden voorgeleid bij de rechtbank van Ashkelon. Israël verlengde daarbij de ontzegging van toegang tot een advocaat.
Volgens de familie van Abu Safiya overleed zijn moeder aan een hartaanval enkele dagen nadat Israël bevestigde dat hij werd vastgehouden in Sede Teiman.
Het Al Mezan Center for Human Rights, dat Abu Safiya in de rechtszaken vertegenwoordigt, meldde dat hij de rechtszitting op 9 januari slechts mocht bijwonen via een videoverbinding en zonder bijstand van een advocaat. De rechtbank verlengde de administratieve detentie tot 13 februari. Na de hoorzitting werd hij overgebracht naar de Ofer-gevangenis. De ontzegging van toegang tot een advocaat werd op 22 januari verlengd tot 6 februari.
Op 11 februari 2025 mocht Abu Safiya in de Ofer-gevangenis voor de eerste maal met zijn advocaat spreken. Tijdens hun ontmoeting zou hij aan zijn advocaat hebben verteld dat hij was onderworpen aan verschillende vormen van marteling. Hij zou met geweld zijn uitgekleed, kreeg strakke handboeien om en moest vijf uur op scherp grint zitten. Hij zou ernstig zijn mishandeld, onder meer met knuppels en elektrische schokstokken en herhaalde slagen op de borst. Hij zat 25 dagen in eenzame opsluiting, waarin hij gedurende tien dagen vrijwel voortdurend zou zijn verhoord. Op zeker moment zou hij het bewustzijn hebben verloren als gevolg van ademnood en zijn gezondheid was ernstig achteruit gegaan. Ondanks herhaalde verzoeken om medische zorg zouden de Israëlische autoriteiten hem behandeling voor zijn hartkwaal hebben geweigerd.

## Reacties
Een groeiend aantal internationale organisaties, waaronder de Wereldgezondheidsorganisatie, Amnesty International, de Council on American-Islamic Relations en de American Academy of Pediatrics, riep op tot de directe vrijlating van Abu Safiya.
De World Medical Association (WMA) riep Israël op 23 januari 2025 op, de verblijfplaats en gezondheidstoestand van de gevangengenomen artsen en andere gezondheidswerkers, inclusief Abu Safiya, bekend te maken en ook waarvan zij werden beschuldigd. Zij wees er op dat de bescherming van gezondheidsinstellingen en personeel een wettelijke verplichting is onder internationaal humanitair recht, wat betekent dat zij actief beschermd moeten worden en geen doelwit mogen zijn. Dat geldt bijvoorbeeld voor ziekenhuizen, klinieken en ambulances.
In 2025 lanceerde The Rights Forum een petitie waarin het steun vroeg voor zijn initiatief om Abu Safiya te nomineren voor de Nobelprijs voor de Vrede.